# Delaine (Vorname)
Delaine ist ein weiblicher Vorname, der in Deutschland relativ selten vorkommt.

## Weiteres
Delaine ist ein altfranzösischer Name und bedeutet „vom Holunderhain“.